# サッカロバクター属
サッカロバクター属は腸内細菌科に属するグラム陰性の非芽胞形成通性嫌気性桿菌。周鞭毛を持ち、運動性がある。名称は糖の桿菌を意味する。基準種のサッカロバクター・フェルメンタツスのみが知られている。GC含量は63.3から63.7。
オキシダーゼ陰性、カタラーゼ陽性、フォーゲス・プロスカウエル試験陽性、メチルレッド試験陽性。グルコースを代謝して糖とアルコールを生産することができる。